# الأرتقية
الأرتقِيَّة (بالتركية: آرتق‌لو/Artuklu؛ وبالكردية: ارتوقی) اسم بلدية من بلديات ولاية مَارِدِينَ التركية واسم قضاء الولاية المركزي، وفيه مدينة ماردين وما اتصل بها شمالا وجنوبا، وأراضيه جنوبيَّها تمتد شرقا وهي متصلة في ذلك كله بسورية. وقد سميت بالأرتقية نسبة إلى دولة بني أرتق على خلاف سائر البلديات التي تسمى عادة باسم المدينة المكونة لها. عمدة البلدية محمدٌ طاتلددة عن حزب العدالة والتنمية، وقائممقام القضاء محمدٌ أزطبق، وقبله كان مسعودُ بنُ الطراقجي.